# Кизилбай (Росія)
Кизилба́й (рос. Кызылбай) — село у складі Шатровського району Курганської області, Росія. Адміністративний центр та єдиний населений пункт Кизилбаївської сільської ради.
Населення — 831 особа (2017, 928 у 2010, 1002 у 2002).
Національний склад станом на 2002 рік: татари — 86 %.